# Sialogo (Angkola Barat)
Sialogo is een bestuurslaag in het regentschap Tapanuli Selatan van de provincie Noord-Sumatra, Indonesië. Sialogo telt 667 inwoners (volkstelling 2010).